# Kerststal

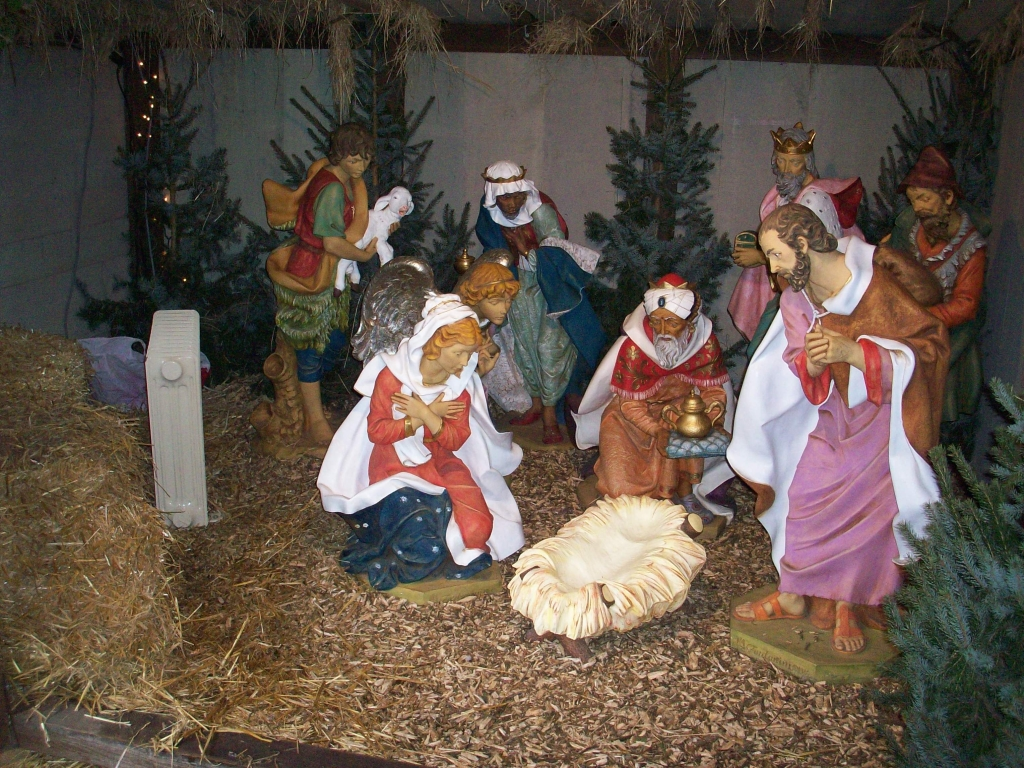
Kerststal op de Grote Markt van Leuven

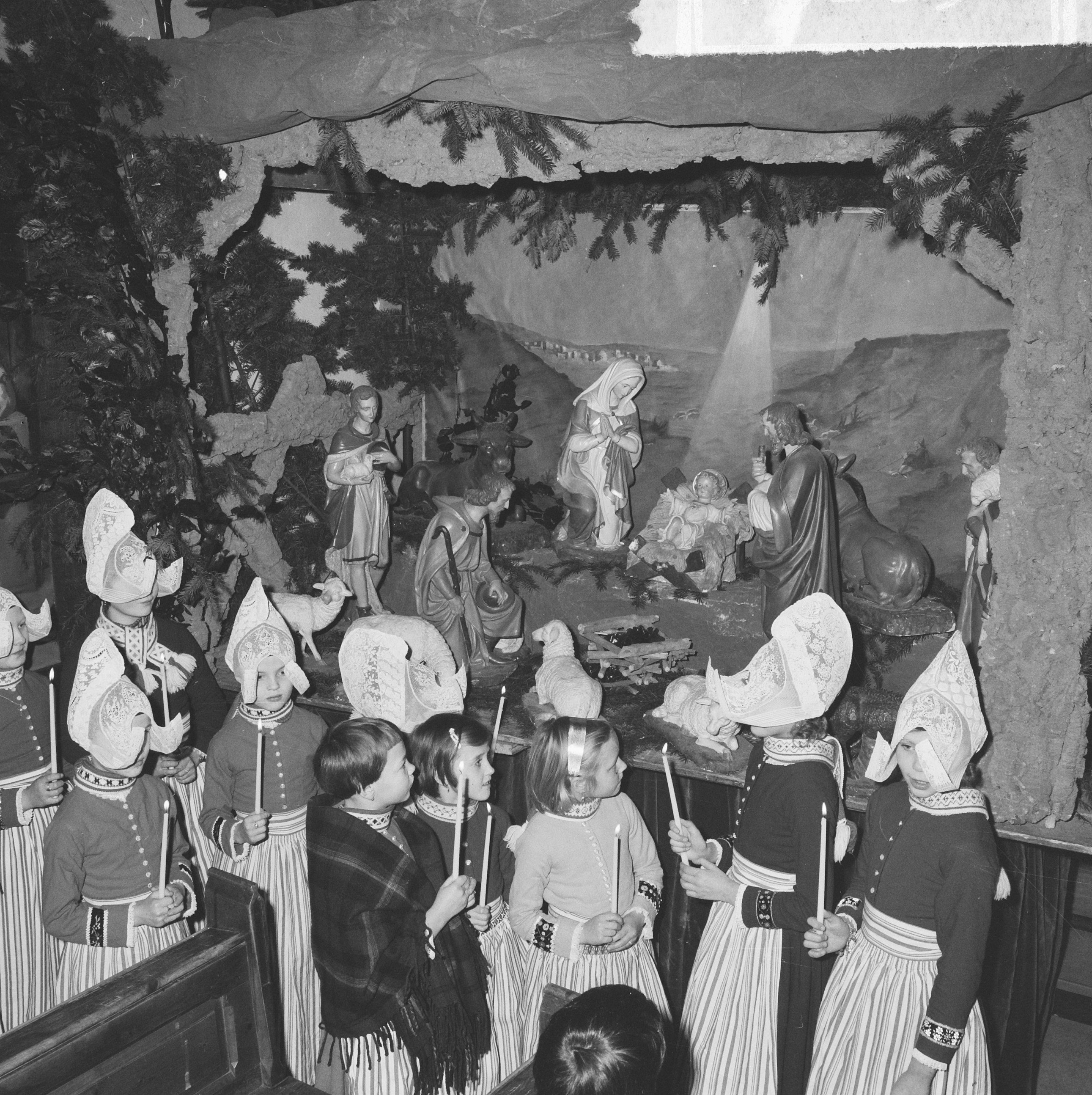
Kerstmis in Volendam, kinderen in de Vincentiuskerk kijken naar kerstkribbe, 1964

In de christelijke traditie is een kerststal of kerstkribbe een voorstelling van een stalletje met daarin de belangrijkste figuren die een rol speelden in het kerstverhaal rond de geboorte van Jezus. Het geheel wordt rond Kerstmis uitgestald, vooral bij katholieke gezinnen, vaak onder de kerstboom.
Volgens de traditie werd Jezus in een stal geboren, wat berust op de voerbak die genoemd wordt in Lukas 2:7.
Naast Jezus, Maria en Jozef zijn nog andere figuren aanwezig. Dieren, vaak een os en een ezel, herders die vaak een paar schapen bij zich hebben (Lukas 2:16) en de wijzen uit het oosten (Mattheus 3:11), volgens de traditie drie in getal, die soms met kamelen zijn gekomen.
De invoering van de kerststal wordt toegeschreven aan Franciscus van Assisi, die in het jaar 1223 in Greccio (Italië) een levende kerststal liet maken. Deze werd beschreven door de franciscaner prior en dichter Tommaso da Celano (c. 1185 – c. 1265) en vormt een tableau in de weergave van Franciscus' leven door Giotto in de Sint-Franciscusbasiliek (Assisi). Franciscus en Giotto hebben de kerststal zoals wij die nu kennen beïnvloed. Daarvóór werd namelijk op kerstdag een kribbe geplaatst op of naast het altaar tijdens de Heilige Mis. Spoedig kwamen daar meerdere figuren bij. De franciscanen bevorderden dit gebruik in kerken en gezinnen.
Een bekende kerststal is die op het Sint-Pietersplein voor de Sint-Pietersbasiliek in Rome Deze bestaat sinds 1982, naar een idee van Paus Johannes Paulus II. Sinds 1999 komt de 25 meter hoge boom voor deze stal uit Badia en het mos van de berg Fumaiolo bij Verghereto, waar de Tiber begint.
Een bekende levensgrote kerststal is die in de Sint-Janskathedraal in 's-Hertogenbosch. Hierbij wordt niet alleen de stal uitgebeeld, maar ook een groot deel van de omgeving, waardoor het tafereel de gehele kooromgang in beslag neemt. 
In veel plaatsen is het gebruikelijk om een levende kerststal met echte mensen en dieren neer te zetten, verwant met het tableau vivant en het kerstspel. Hierbij wordt ook aandacht besteed aan de omgeving. Vooral in Zuid-Italië zijn levende kerststallen zeer populair. In Nederland is de levende kerststal van Enter bekend. Enkele maanden voor Kerstmis wordt, in samenwerking met plaatselijke artsen, aan zwangere vrouwen gevraagd of ze hun kindje daarvoor beschikbaar willen stellen.

## Trivia

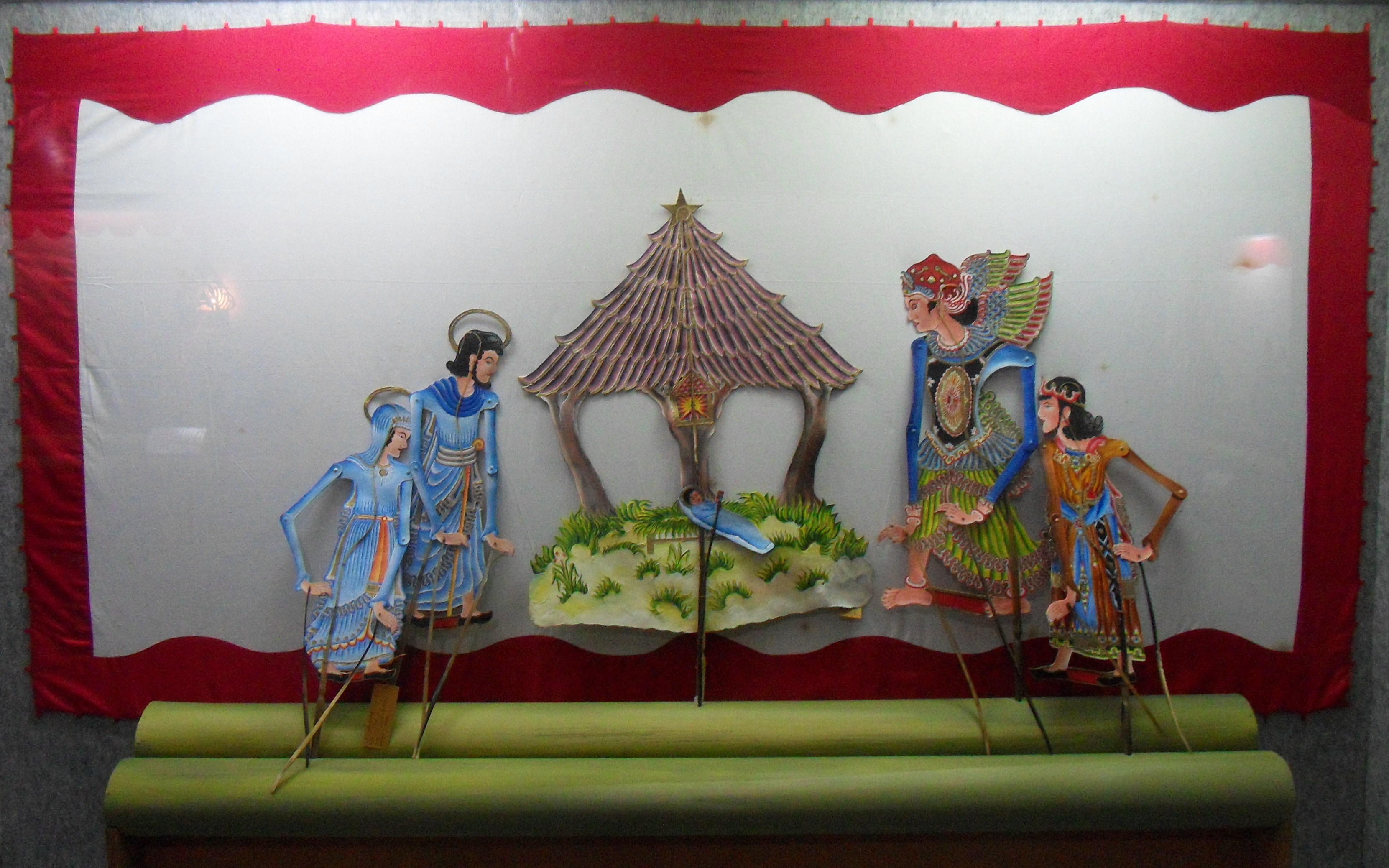
Kerststal met Wajang-poppen, Museum Sonobudoyo, Yogyakarta

In Catalonië en andere regio's omvat de kerststal traditioneel een caganer, een figuur van een poepend mannetje.

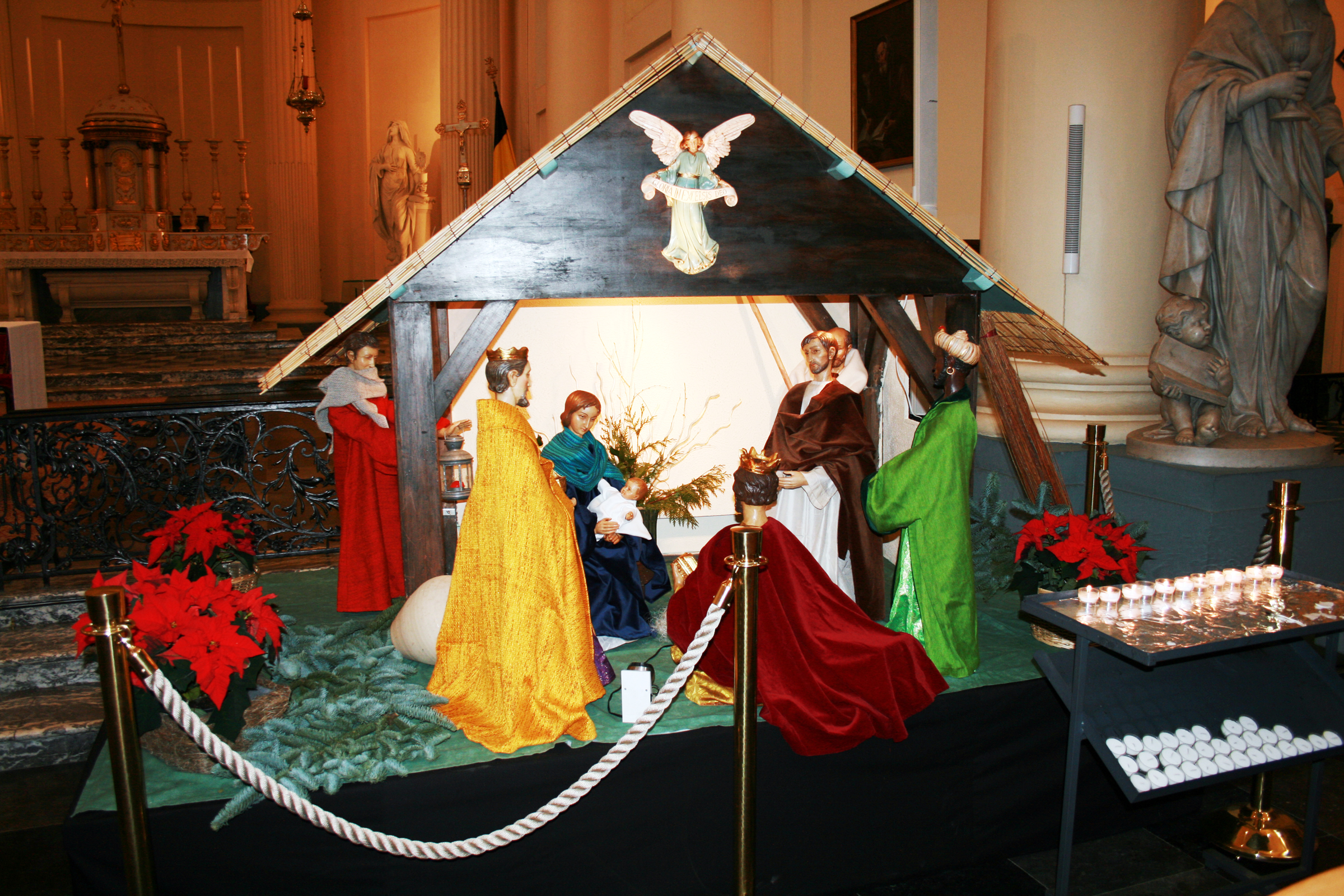
Kerststal in de Sint-Jacob-op-Koudenberg in Brussel
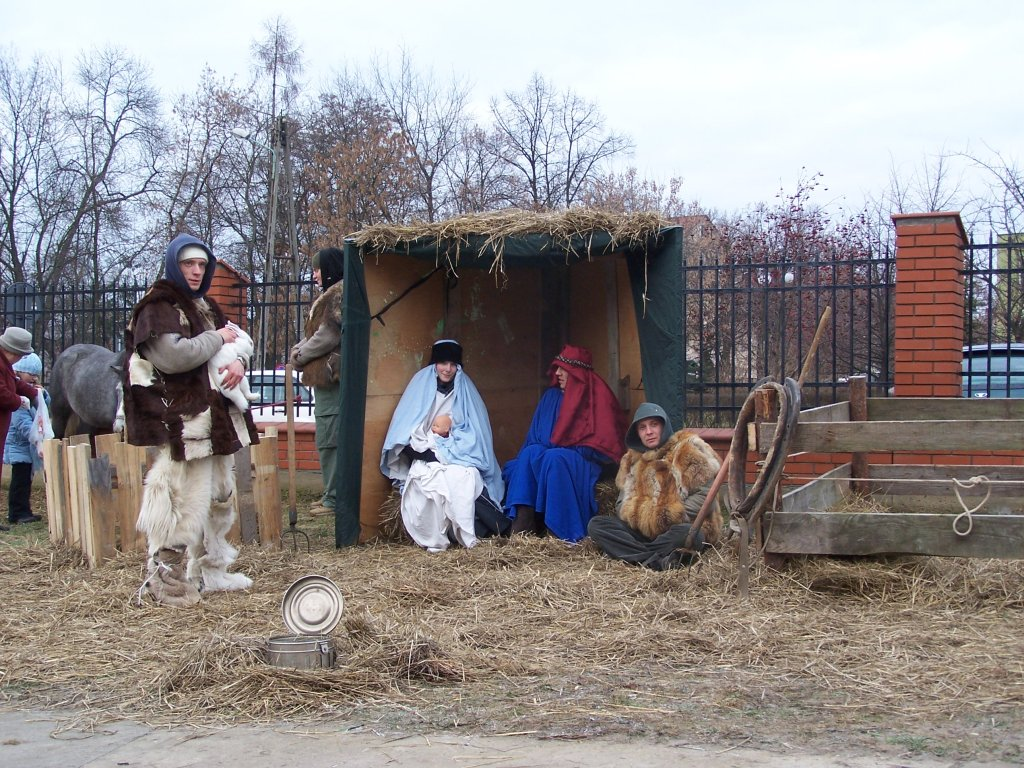
Levende kerststal in Polen
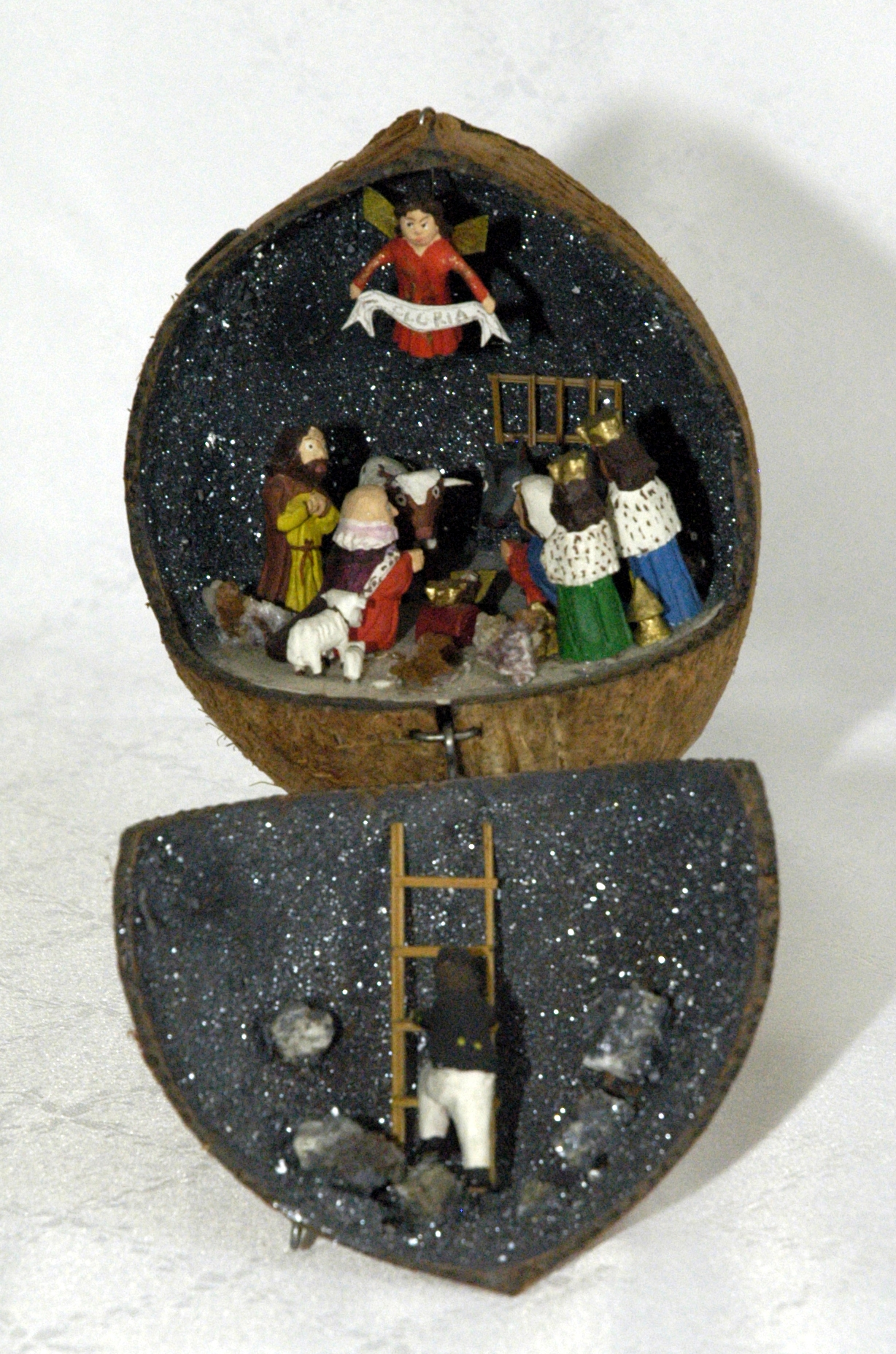
Kerststal in Oostenrijk
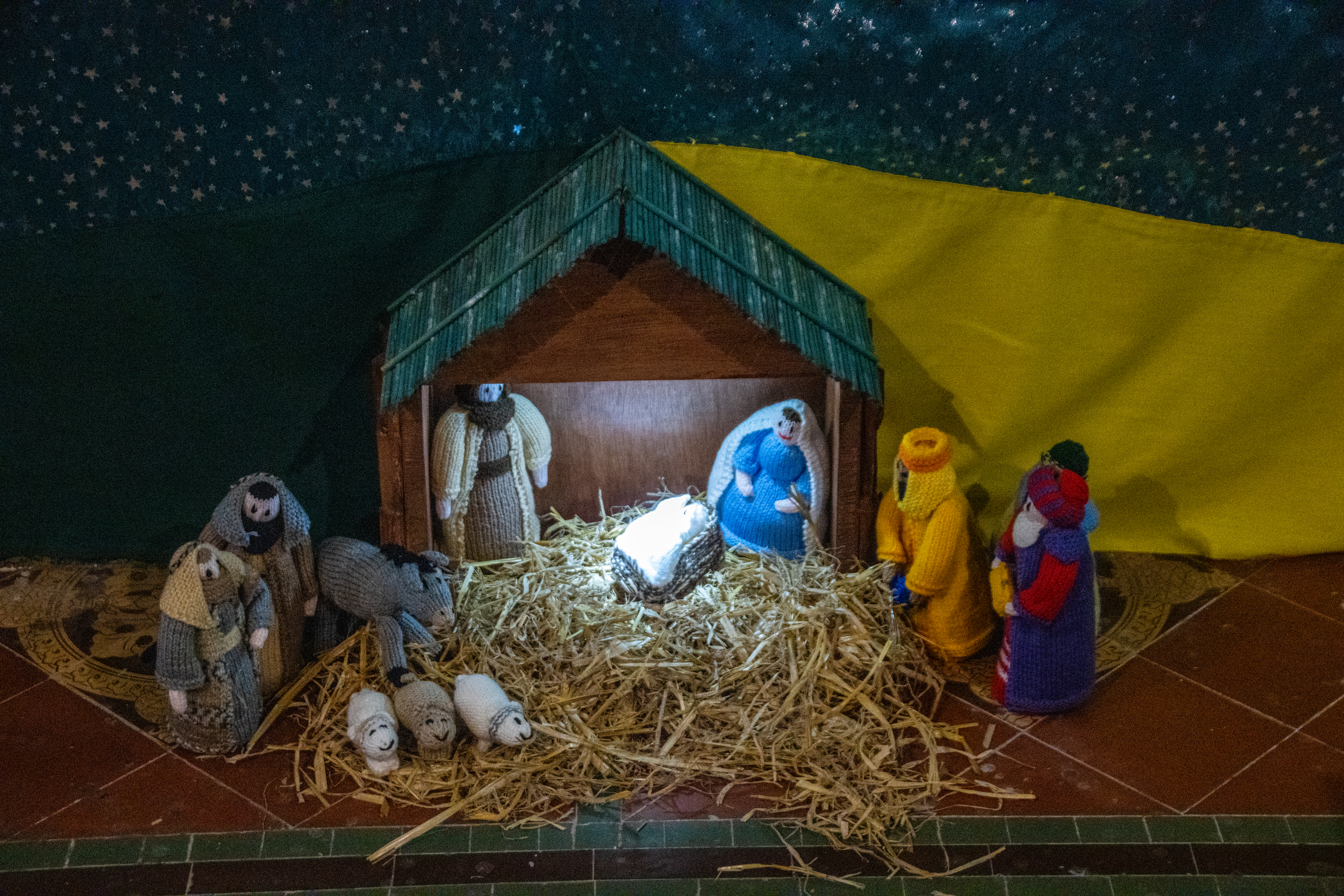
Kerststal in Eglwys Tudno, een oude kerk aan de noordkant van Pen y Gogarth in Conwy in Wales
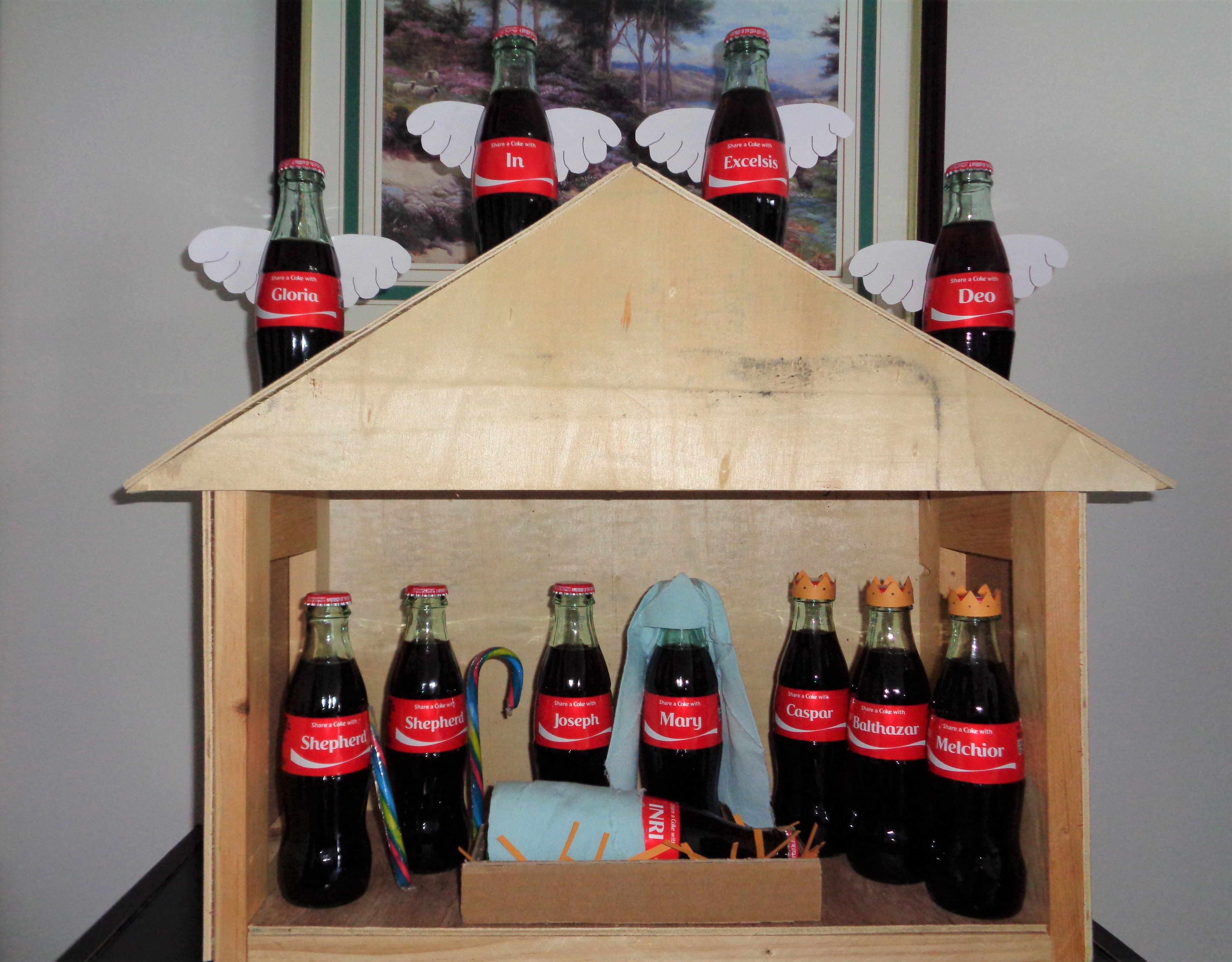
Veel bedrijven spelen in op de kerstperiode; een kerststal gemaakt met gepersonaliseerde Coca-Cola-flessen

## Kerststalexposities
- Religieus kerkmuseum De Crypte te Gennep
- Museumpark Orientalis Heilig Land Stichting te Groesbeek
- Museum Greccio, in de Hartebrugkerk te Leiden
- Kerststallendorp te Schimmert
- 18e-eeuwse Napolitaanse kerststal in Museum Catharijneconvent te Utrecht[2]
- Ondergrondse kerststal (zandsculptuur) in Valkenburg aan de Geul
- Ars Krippana, Ardenner Cultur Boulevard in Losheim (Duitsland)
- Rond kersttijd in het Heiligenbeeldenmuseum te Kranenburg